# Kurul
Kurul es una ciudad censal situada en el distrito de Raigad en el estado de Maharashtra (India). Su población es de 4869 habitantes (2011). Se encuentra  a 40 km de Bombay y a 115 km de Pune.

## Demografía
Según el censo de 2011 la población de Kurul era de 4869 habitantes, de los cuales 2535 eran hombres y 2334 eran mujeres. Kurul tiene una tasa media de alfabetización del 89,57%, superior a la media estatal del 82,34%: la alfabetización masculina es del 92,76%, y la alfabetización femenina del 86,12%.